# آلپ سوابی

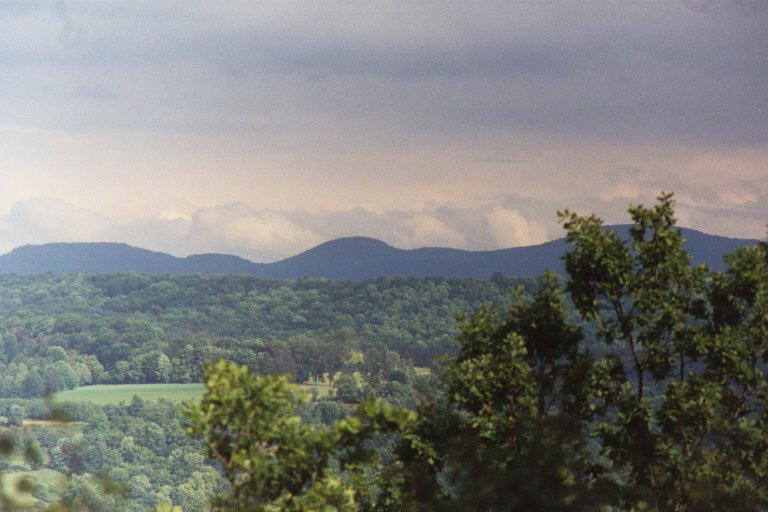
رشته کوه آلپ سوابی در نزدیکی شهر توبینگن

آلپ سوابی (به آلمانی:Schwäbische Alb ، یا:Schwäbischer Jura ) که گاهی در زبان انگلیسی با نام جورا سوابی نیز شناخته می‌شود، یک رشته کوه در ایالت بادن-وورتمبرگ در کشور آلمان است. این رشته کوه با عرض ۴۰ تا ۷۰ کیلومتر و طول ۲۲۰ کیلومتر از جنوب غربی تا شمال غربی ایالت بادن-وورتمبرگ کشیده شده‌است. نام این رشته کوه از نام منطقه شوابن گرفته شده‌است.